# Centre Cultural La Bòbila
El Centre Cultural la Bòbila és un equipament que pertany a l'Àrea de Cultura de l'Ajuntament de l'Hospitalet de Llobregat inaugurat el 2002, i considerat, en termes generals, un centre cultural polivalent territorial.
Es tracta d'un espai d'iniciació a l'aprenentatge, intercanvi i estímul per al desenvolupament de la creativitat artística individual i col·lectiva; un centre cultural de proximitat, sensible a la nova realitat cultural dels barris, que integra creació i consum, diversitat i interculturalitat, formació, informació i participació, facilitador de la cohesió social.
Les principals línies de treball són la formació, a través dels programes d'iniciació als llenguatges artístics del Centre de les Arts, el suport a la creació, dins de l'àmbit de les arts escèniques, la música i les arts visuals (fotografia) i el suport al teixit associatiu i la difusió cultural.
Comparteix espai amb la Biblioteca La Bòbila.